# Yellow Cup Dezember 2006
Der Yellow Cup XXXV (2006) in der Schweizer Stadt Winterthur war der 35. Yellow Cup.

## Modus
In dieser Austragung spielten 5 Mannschaften im Modus «Jeder gegen jeden» mit je einem Spiel um den Finaleinzug. Die beiden ersten Mannschaften spielten im Final um den Cup. Bei Punktgleichheit entschied die bessere Tordifferenz.

## Vorrunde

### Rangliste
| Pl. | Land                    | Sp. | S | U | N | Tore    | Diff. | Punkte |
| --- | ----------------------- | --- | - | - | - | ------- | ----- | ------ |
| 1.  | Tunesien                | 4   | 4 | 0 | 0 | 094:240 | +70   | 8      |
| 2.  | Bosnien und Herzegowina | 4   | 3 | 0 | 1 | 097:710 | +26   | 6      |
| 3.  | Daido Steel Japan       | 4   | 2 | 0 | 2 | 078:800 | −2    | 4      |
| 4.  | Kuwait                  | 4   | 1 | 0 | 3 | 072:910 | −19   | 2      |
| 5.  | Schweiz U21             | 4   | 0 | 0 | 4 | 052:810 | −29   | 0      |

## Final
| 30. Dezember 2006 | Tunesien | 19 : 23 | Bosnien und Herzegowina | Eulachhalle |
| 30. Dezember 2006 |          |         |                         | Eulachhalle |
| 30. Dezember 2006 |          |         |                         | Eulachhalle |

## Torschützenliste
Bei gleicher Anzahl von Treffern sind die Spieler alphabetisch geordnet.
| Pl. | Spieler             | Land                    | Tore |
| --- | ------------------- | ----------------------- | ---- |
| 1.  | Won-Chul Paek       | Daido Steel Japan       | 23   |
| 2.  | Saad Alamez         | Kuwait                  | 18   |
| 3.  | Hammed Aymen        | Daido Steel Japan       | 17   |
| 3.  | Muhamed Toromanović | Bosnien und Herzegowina | 17   |

## Auszeichnungen
| Auszeichnung          | Spieler                  | Land                    |
| --------------------- | ------------------------ | ----------------------- |
| Attraktivster Spieler | Anouar Ayed              | Tunesien                |
| Bester Torhüter       | Adnan Šabanović          | Bosnien und Herzegowina |
| Fairnesspreis         | -                        | Daido Steel Japan       |
| Beste Schiedsrichter  | Jiri Opava / Pavel Valek | Tschechien              |
| Publikumspreis        | -                        | Bosnien und Herzegowina |
| Besondere Verdienste  | Jürg Meier               | Schweiz                 |